# Caryanda cultricerca
Caryanda cultricerca är en insektsart som beskrevs av Ou, X., Q. Liu och Z. Zheng 2007. Caryanda cultricerca ingår i släktet Caryanda och familjen gräshoppor. Inga underarter finns listade i Catalogue of Life.